# Nenad Žvanut
Nenad Žvanut (* 23. April 1962 in Rijeka) ist ein ehemaliger jugoslawischer Eisschnellläufer.
Žvanut wurde im Jahr 1983 jugoslawischer Meister im  Kleinen Vierkampf und trat international erstmals bei der Sprintweltmeisterschaft 1983 in Helsinki in Erscheinung, wobei er den 30. Platz errang. In der Saison 1983/84 siegte er bei den jugoslawischen Meisterschaften über 500 m, 1000 m sowie 1500 m und kam im Lauf über 5000 m auf den dritten Platz. Zudem startete er bei den Olympischen Winterspielen 1984 in Sarajevo letztmals international, wobei er den 41. Platz über 1000 m und den 39. Rang über 500 m belegte.

## Persönliche Bestleistungen
| Disziplin | Zeit       | Datum            | Ort     |
| --------- | ---------- | ---------------- | ------- |
| 500 m     | 40,5 s     | 6. Februar 1982  | Geithus |
| 1000 m    | 1:24,2 min | 30. Januar 1982  | Skedsmo |
| 1500 m    | 2:14,2 min | 28. Februar 1981 | Gol     |
| 3000 m    | 4:58,1 min | 14. Februar 1981 | Geithus |
| 5000 m    | 8:44,3 min | 7. Februar 1981  | Geithus |